# بهلة (دهلران)
بهلة (بالفارسية: پهله) هي مدينة تقع في إيران في Zarrinabad District. يقدر عدد سكانها بـ 4,341 نسمة .